# Scaphyglottis livida
Scaphyglottis livida là một loài lan được tìm thấy từ México đến Nam Mỹ nhiệt đới.